# QUNA
『QUNA』（クーナ）は、喜多村英梨が声優を務めるゲーム『ファンタシースターオンライン2』のキャラクタークーナの1枚目のベスト・アルバム。

## 概要
これまでクーナが『ファンタシースターオンライン2』の劇中で歌ってきた「Our Fighting」や「終わりなき物語」「Cosmic twinkle star」などのほか、光吉猛修が制作した「We're ARKS!」をエレクトロアレンジし、
クーナアレンジで歌唱したバージョンも収録されている。全曲を喜多村英梨が歌唱していることから実質上喜多村英梨のアルバムと位置付けられる（但し、オリコン上はあくまで「クーナ(喜多村英梨)」であり、喜多村英梨とは区別される）。特典としてゲーム内アイテムが貰える特典コード（発売日から1年間有効）やクーナのプロマイドが封入されている。
2017年5月15日に発売が発表され、8月12日にファンタシースター感謝祭決勝会場で先行発売された。8月23日に正式発売となり、9月4日付のオリコンチャートアルバム部門で週間4位となっている。

## 収録曲
1. Cosmic twinkle star
2. Our Fighting
3. 終わりなき物語
4. We're ARKS!（Quna ver.）
5. 光の果て
6. Our Fighting ver.MIYABI
7. 永遠のencore
8. Cosmic twinkle star - Instrumental
9. Our Fighting - Instrumental
10. 終わりなき物語 - Instrumental
11. We're ARKS!（Quna ver.） - Instrumental
12. 光の果て - Instrumental
13. Our Fighting ver.MIYABI - Instrumental
14. 永遠のencore - Instrumental